# Бескарагайски район
Бескарагайски район (на казахски: Бесқарағай ауданы) е съставна част на Източноказахстанска област, Казахстан, с обща площ 11 390 км2 и население 18 302 души (по приблизителна оценка към 1 януари 2020 г.). Мнозинството от населението са казахи (67,4 %), следвани от руснаците (25,3 %).
Административен център е село Бескарагай.